# بلاندین ابینر
بلاندین ابینر (آلمانی: Blandine Ebinger; ۴ نوامبر ۱۸۹۹ – ۲۵ دسامبر ۱۹۹۳) خواننده و بازیگر اهل آلمان بود.
از فیلم‌ها یا برنامه‌های تلویزیونی که وی در آن نقش داشته‌است، می‌توان به شیطان از آکاساوا آمد، پسر آبی‌پوش، دروغ‌گو، و موش‌ها اشاره کرد.